# Воргашор
Воргашо́р (на руски: Воргашор; на коми: Вӧргашор) е селище от градски тип в Коми, Русия. Разположено е на около 10 km северозападно от Воркута. Към 2016 г. населението му наброява 10 450 души.

## История
Името на селището от ненецки език означава „ручей при еленовата пътека“. Основано е през 1964 г. във връзка с развиването на Печорското находище на въглища и построяването на нова въгледобивна мина.

## Население
| 1970   | 1979   | 1989   | 2002   | 2009   | 2010   | 2011   |
| ------ | ------ | ------ | ------ | ------ | ------ | ------ |
| 11 812 | 18 488 | 24 869 | 19 100 | 18 946 | 12 044 | 12 000 |
| 2012   | 2013   | 2014   | 2015   | 2016   |        |        |
| 11 520 | 11 192 | 10 876 | 10 666 | 10 450 |        |        |

## Икономика
Основата на икономиката е поставена от Воргашорската въглищна мина, част от „Воркутаугол“, която добива въглища за електроенергетиката. Първите въглища от нея са добити през 1975 г., а през 1979 г. вече функционира на пълен капацитет. Това е една от най-големите въглищни мини в Европейската част на Русия.